# Libysch-Arabisch

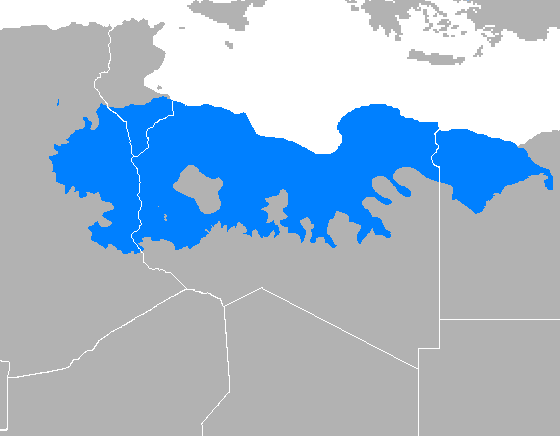
Verbreitungsgebiet des libyschen Arabisch

Libysches Arabisch (Eigenbezeichnung لهجة ليبية, DMG Lahǧa lībīya; auch bekannt als Sulaimitisches Arabisch) ist ein arabischer Dialekt, der in Libyen und in kleinen Bereichen von Ägypten, Tunesien, Algerien und Niger gesprochen wird. Er gehört zur Gruppe der maghrebinischen Dialekte des Arabischen.
Der libysche Dialekt besteht aus einem größtenteils libysch-arabischen Vokabular mit Einflüssen aus dem Berberischen, dem Italienischen und dem Türkischen.
In den Bildungseinrichtungen, Ämtern, Medien und offiziellen Angelegenheiten ist im Zuge der Arabisierung von Muammar al-Gaddafi ausschließlich Hocharabisch zugelassen, libysches Arabisches ist hingegen die Umgangssprache der Mehrheit der libyschen Bevölkerung.

## Geschichte
Zwei geschichtlich wichtige Ereignisse haben den libyschen Dialekt besonders geprägt; die Hilalian-Sulaimi-Migration, und die Vertreibung von Arabern, Berbern, Juden und Mauren aus dem islamischen Spanien nach Nordafrika – der Reconquista folgend. Libysch-Arabisch wurde während der Existenz Italienisch-Libyens auch stärker von der italienischen Sprache und von der osmanischen Sprache, zu einem geringeren Grad auch von der türkischen Sprache beeinflusst. Ein Berber-Substrat existiert ebenfalls. In letzter Zeit nehmen englische Fremdwörter stark zu.

## Wortschatz

### Italienischer Einfluss
Italienische Wörter existieren vor allem aus dem wirtschaftlichen und dem technischen Jargon:
| Libysch-Arabisch           | Libysch-Arabisch    | Libysch-Arabisch  | Italienisch | Italienisch | Italienisch |
| Wort                       | IPA                 | Bedeutung         | Wort        | Bedeutung   |             |
| -------------------------- | ------------------- | ----------------- | ----------- | ----------- | ----------- |
| صاليطة ṣālīṭa              | sˤɑːliːtˤa          | Neigung, Böschung | salita      | Steigung    |             |
| كنشلو kinšēllu             | kənʃeːlːu           | Pforte, Gatter    | cancello    | Tor         |             |
| انڨلي anguli               | anɡuli              | Ecke              | angolo      | Ecke        |             |
| طانطة ṭānṭa, وطانطة uṭānṭa | tˤɑːntˤɑ, utˤɑːntˤɑ | Lastwagen         | ottanta     | achtzig     |             |
| تستة tēsta                 | teːsta              | Kopfnuss          | testa       | Kopf        |             |
| مرشبدي maršabēdi           | marʃabeːdi          | Gehweg            | marciapiede | Gehweg      |             |
| كاچو kāčču                 | kɑːttʃu             | Tritt             | calcio      | Tritt       |             |
| لزانية lazānya             | lɑːzɑːnja           | Lasagne           | lasagna     | Lasagne     |             |
| سبڨتي sbageţi              | sbɑːɡeːtˤi          |                   | spaghetti   |             |             |
| رزوتو rizoţu               | rizoːtˤu            |                   | risotto     |             |             |
| فتوچيني feţuččini          | fetˤutˤ.ʃiːni       |                   | fettuccine  |             |             |

### Türkischer Einfluss
Türkische Wörter wurden während der Herrschaft im damals sogenannten Vilâyet Tripolitanien übernommen:
| Libysch-Arabisch | Libysch-Arabisch | Libysch-Arabisch | Türkisch | Türkisch  | Türkisch |
| Wort             | IPA              | Bedeutung        | Wort     | Bedeutung |          |
| ---------------- | ---------------- | ---------------- | -------- | --------- | -------- |
| كاشيك kāšīk      | kaːʃiːk          | Löffel           | kaşık    | Löffel    |          |
| شيشة šīša        | ʃiːʃa            | Flasche          | şişe     | Flasche   |          |
| كاغط kāġəṭ       | kɑːʁətˤ          | Papier           | kağıt    | Papier    |          |
| شوڨ šōg          | ʃoːɡ             | viel             | çok      | viel      |          |

### Berberischer Einfluss
Vor der Arabisierung des heutigen libyschen Staatsgebiet waren Berbersprachen die Muttersprache der meisten Leute. Dies führte zur Übernahme zahlreicher Berberwörter in das Libysche Arabisch.